# Rociletinib

Représentation de la formule chimique du rociletinib.

Le rociletinib est une molécule inhibitrice du récepteur de l'EGF, et par ce biais, de la tyrosine kinase et en cours de test comme médicament dans le traitement de certains cancers.

## Efficacité
Il est particulièrement actif en cas de mutation T790M du récepteur de l'EGF, cette forme étant résistante à la plupart des inhibiteurs développés. Il a un taux de réponse notable dans les cancers du poumon non à petites cellules, porteurs de cette mutation, avec une bonne tolérance. 